# Marquesado de Pescara

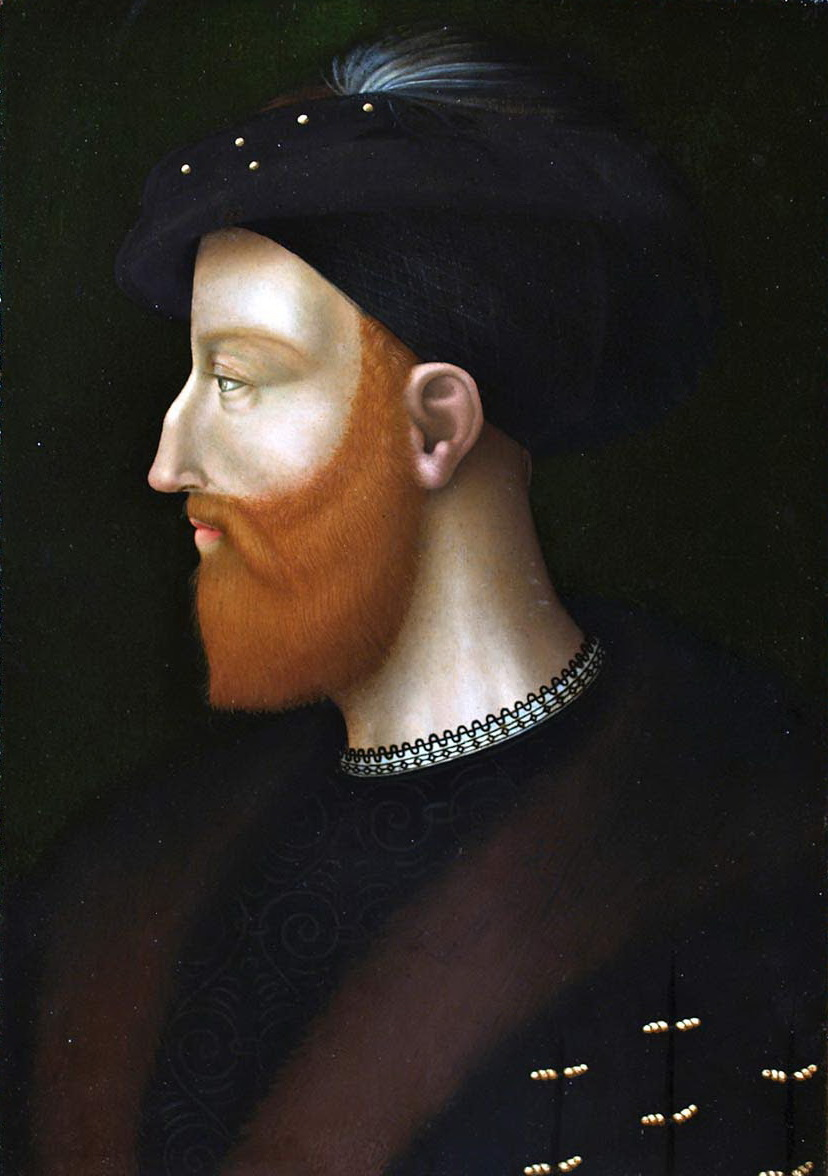
Retrato de Fernando Francisco de Ávalos Aquino y Cardona, V marqués de Pescara.

El marquesado de Pescara (del italiano: marchesato di Pescara) es un título nobiliario hispano-napolitano creado en 1442 por el rey Alfonso V de Aragón y I de Nápoles a favor de Bernardo Gaspar de Aquino. A la muerte de su V titular, Fernando de Ávalos Aquino, Pescara pasó a su primo Alfonso de Ávalos y Aquino, II marqués del Vasto y el título fue tradicionalmente usado por los primogénitos de la casa de Vasto.
Fue sucedido en Italia de manera regular, pero en España los descendientes dejaron de pagar los derechos de sucesión, por lo que quedó vacante y fue rehabilitado con grandeza de España el 19 de mayo de 1928 por un pariente colateral, Joaquín Sanchiz y Quesada, V marqués de Casa Saltillo.
Su denominación hace referencia a la localidad de Pescara, en la región de los Abruzos, Italia.

## Marqueses de Pescara
|                                  | Titular                                         | Periodo                          |
| Creación por Alfonso V de Aragón | Creación por Alfonso V de Aragón                | Creación por Alfonso V de Aragón |
| -------------------------------- | ----------------------------------------------- | -------------------------------- |
| I                                | Bernardo Gaspar de Aquino y del Borgo           | 1442-1461                        |
| II                               | Francisco Antonio de Aquino y Gaetano           | 1461-1472                        |
| III                              | Antonia de Aquino y Gaetano                     | 1472-1494                        |
| IV                               | Alfonso de Ávalos y Aquino                      | 1494-1495                        |
| V                                | Fernando Francisco de Ávalos Aquino y Cardona   | 1495-1525                        |
| VI                               | Alfonso de Ávalos Aquino y Sanseverino          | 1525-1546                        |
| VII                              | Francisco Fernando de Ávalos Aquino y Aragón    | 1546-1571                        |
| VIII                             | Alfonso Félix de Ávalos Aquino y Gonzaga        | 1571-1593                        |
| IX                               | Isabel de Ávalos Aquino y La Rovere             | 1593-1648                        |
| X                                | Fernando Francisco de Ávalos Aquino y Ávalos    | 1648-1665                        |
| XI                               | Diego de Ávalos Aquino y Ávalos                 | 1648-¿?                          |
| XII                              | Francisco Fernando de Ávalos Aquino y Carafa    | ¿?-1672                          |
| XIII                             | Diego de Ávalos Aquino y Sarmiento              | 1672-1690                        |
| XIV                              | César de Ávalos Aquino y Carafa                 | 1690-1729                        |
| XV                               | Juan Bautista de Ávalos Aquino y Caracciolo     | 1729-1749                        |
| XVI                              | Diego de Ávalos Aquino y Caracciolo             | 1749-1764                        |
| Rehabilitación por Alfonso XIII  |                                                 |                                  |
| XVII                             | Joaquín Sanchiz y Quesada Castillo y de la Vera | 1928-1935                        |
| XVIII                            | José Joaquín Sanchiz y Álvarez de Quindos       | 1950-1980                        |
| XIX                              | José María Sanchiz y Gil de Avalle              | 1980-2018                        |
| XX                               | José Ángel Martínez y Sanchiz                   | 2020-actualidad                  |

## Historia de los Marqueses de Pescara
- Bernardo Gaspar de Aquino (m. 1461), I marqués de Pescara.[1]

Casó con Beatriz Gaetano, hija de los señores de Sermoneta. Le sucedió su hijo:
- Francisco Antonio de Aquino y Gaetano (m. 1472), II marqués de Pescara.[1]

Casó con Francisca Orsini. Sin descendientes. Le sucedió su hermana:
- Antonia de Aquino y Gaetano (m. 1494), III marquesa de Pescara.[1]

Casó con Íñigo de Ávalos, I conde de Monteodorisio y gran camarlengo de Nápoles, hijo del condestable Ruy López Dávalos, I conde de Ribadeo y de su tercera esposa Constanza de Tovar. Le sucedió su hijo:
- Alfonso de Ávalos y Aquino (m. 1495), IV marqués del Pescara y gran camarlengo de Nápoles.[1]

Casó con Diana de Cardona, hija de los condes de Golisano. Le sucedió su hijo:
- Fernando Francisco de Ávalos Aquino y Cardona (1495-3 de diciembre de 1525), V marqués de Pescara, general en jefe de ejército imperial en Lombardía y gran camarlengo de Nápoles.[1]

Casó, en 1504, con Victoria Colonna, hija de Fabricio Colonna, I duque de Paliano. Le sucedió su sobrino, hijo de Íñigo de Ávalos y Aquino, I marqués del Vasto, hermano del IV marqués de Pescara:

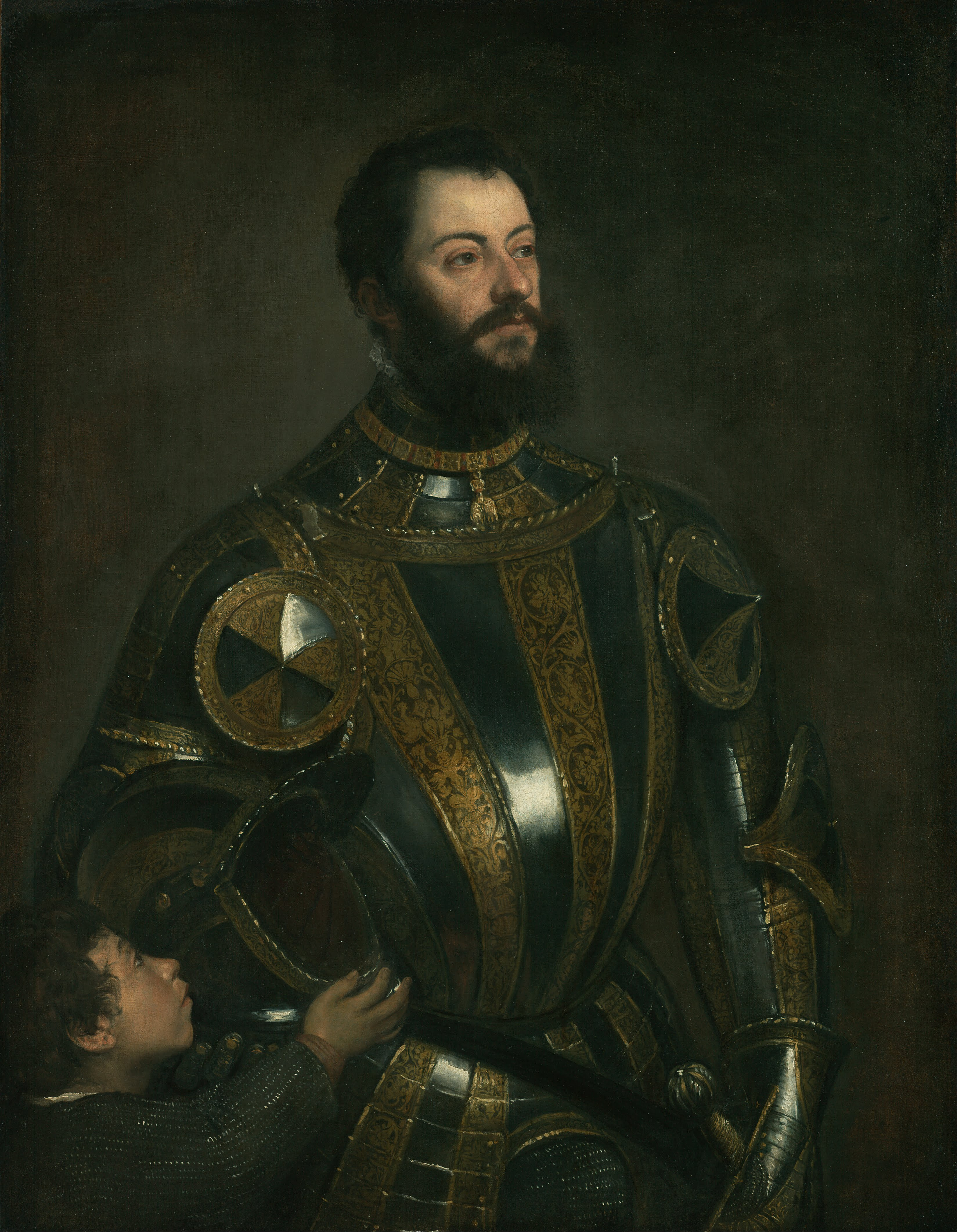
Retrato de Alfonso de Ávalos, VI marqués de Pescara y II marqués del Vasto, obra de Tiziano (c. 1533, Getty Center de Los Ángeles)

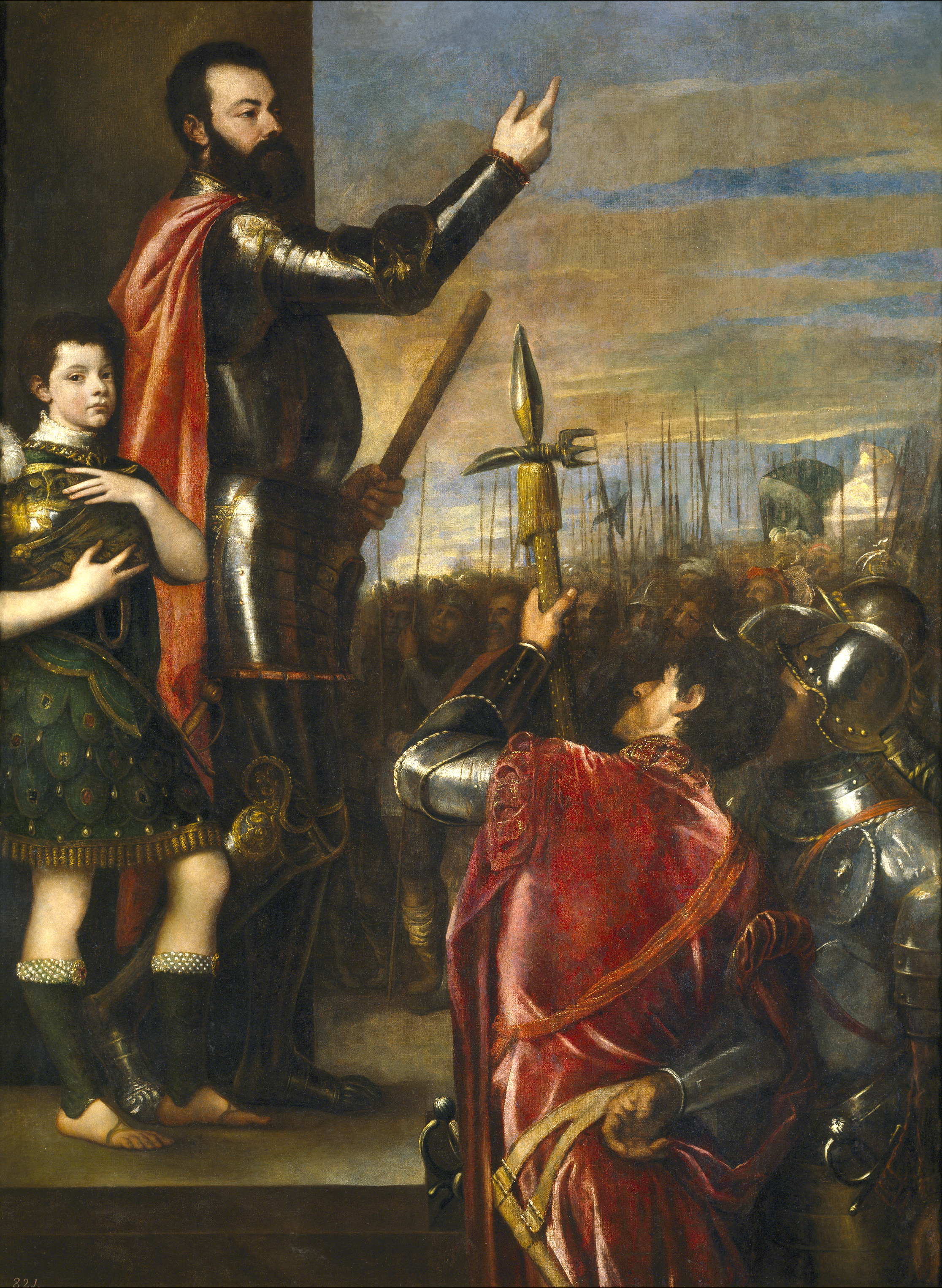
Alfonso de Ávalos, VI marqués de Pescara y II marqués del Vasto. Obra de Tiziano

- Álfonso de Ávalos Aquino y Sanseverino (1502-1546), VI marqués de Pescara,[1] II marqués del Vasto[1] y príncipe de Francavilla.

Casó con María Aragón y Cardona, hija de Fernando de Aragón y Guardato, I duque de Montalto. Le sucedió su hijo:
- Francisco Fernando de Ávalos Aquino y Aragón (1531-31 de julio de 1571), VII marqués de Pescara,[1] III marqués del Vasto[1] y príncipe de Montesarchio.

Casó con Isabel Gonzaga, hija de Federico II de Mantua y Margarita Paleólogo. Le sucedió su hijo:
- Alfonso de Ávalos Aquino Aragón y Gonzaga (1564–1593), VIII marqués de Pescara y IV marqués del Vasto.[1]

Casó con Lavinia della Rovere, hija de Guidobaldo II della Rovere, duque de Urbino. Le sucedió su hija:
- Isabel de Ávalos Aquino Aragón y La Rovere (1585-27 de septiembre de 1648), IX marquesa de Pescara, V marquesa del Vasto[1] y princesa de Francavilla.

Casó con su tío Íñigo de Ávalos Aquino Aragón, hijo de César de Ávalos Aquino Aragón, I marqués de Padula, hermano del III marqués del Vasto. Le sucedió su hijo:
- Fernando Francisco de Ávalos Aquino Aragón y Ávalos (1601-23 de noviembre de 1665), X marqués de Pescara, VI marqués del Vasto[1] y príncipe de Francavilla.

Casó con Jerónima Doria, hija de los príncipes de Melfi. Sin descendencia, le sucedió su hermano:
- Diego de Ávalos Aquino Aragón y Ávalos (m. 1697), XI marqués de Pescara y VII marqués del Vasto.[1]

Casó con Francisca Carafa, hija de los príncipes de Rocella. Le sucedió, por cesión, su hijo:
- Francisco Fernando de Ávalos Aquino Aragón y Carafa (1651-1672), XII marqués de Pescara.[1]

Casó, el 14 de enero de 1672, con Isabel Sarmiento de los Cobos, hija de los marqueses de Camarasa. Le sucedió su hijo:
- Diego Francisco de Ávalos Aquino Aragón y Sarmiento (1672-15 de julio de 1690), XIII marqués de Pescara.[1]

Sin descendientes, le sucedió su tío, hermano de su padre:
- César de Ávalos Aquino Aragón y Carafa (1667-7 de agosto de 1729), XIV marqués de Pescara', VIII marqués del Vasto[1] y príncipe del S.R.I.

Casó con su prima Hipólita de Ávalos Aquino Aragón, hija de Francisco de Ávalos Aquino Aragón, II príncipe de Troya, y de Juilia de Ávalos Aquino Aragón, IV princesa de Montesarchio. Sin descendencia, le sucedió su sobrino, hijo de Nicolás de Ávalos Aquino Aragón, V príncipe de Montesarchio:
- Juan Bautista de Ávalos Aquino Aragón y Caracciolo (1694-29 de marzo de 1749), XV marqués de Pescara, IX marqués del Vasto,[1] príncipe del S.R.I., VI príncipe de Montesarchio y IV de Troya.

Casó en primeras nupcias con Silvia Spinelli, hija de los príncipes de Tarsia, y en segundas con Luisa de Sangro, hija de los duques de Casacalenda. Sin descendencia, le sucedió su hermano:
- Diego de Ávalos Aquino Aragón y Caracciolo (1697-2 de julio de 1764), X marqués del Vasto, príncipe del S.R.I., VII príncipe de Montesarchio y V de Troya, XVI marqués de Pescara.

Casó con Leonor Acquaviva de Aragón, hija de los duques de Nardò.
Rehabilitado en 1928 por: (en España)
- Joaquín Sanchiz y Quesada Castillo y de la Vera (Madrid, 20 de julio de 1868-Madrid, 30 de diciembre de 1949), XVII marqués de Pescara (rehabilitado en 1928) y grande de España,[3][2] V marqués de Casa Saltillo, II conde de Ulloa de Monterrey (rehabilitado en 1918), maestrante de Granada, caballero de Montesa y mayordomo de semana.[4][5]

Casó el 21 de febrero de 1903, en Madrid, con Carmen Álvarez de Quindos y González de Castejón (1880-1950). El 5 de enero de 1951 le sucedió su hijo:
- José Joaquín Sanchiz y Álvarez de Quindos (Madrid, 7 de enero de 1904-Madrid, 14 de diciembre de 1978), XVIII marqués de Pescara,[3][6] grande de España,[7] VI marqués de Casa Saltillo, III conde de Chacón, hidalgo a fuero de España, maestrante de Granada, caballero de la Real Hermandad del Santo Cáliz de Valencia, grandes cruces de San Hermenegildo y del Mérito Aeronáutico, general de Aviación.[5]

Casó el 11 de enero de 1929, en Valencia, con Mercedes Gil de Avalle y Gascó, dama del Santo Cáliz. Sucedió su hijo:
- José María Sanchiz y Gil de Avalle, XIX marqués de Pescara, grande de España,[3][8] VII marqués de Casa Saltillo, maestrante de Granada, hidalgo a fuero de España, caballero del Santo Cáliz de Valencia, caballero de justicia de la Orden Constantiniana de San Jorge.[9]

Casó con María Isabel de Gordón y Sanchiz. En 2020, le sucedió su sobrino:
- José Ángel Martínez Sanchiz, XX marqués de Pescara, grande de España,[3][10] VIII marqués de Casa Saltillo,[11] notario, decano del Colegio Notarial de Madrid, presidente del Consejo General del Notariado,[12] académico de número de la Real Academia de Jurisprudencia y Legislación y autor de numerosos artículos y libros.[13]

## Árbol genealógico
| Marqueses de Pescara                        |
| ------------------------------------------- |
| Reconocidos en España Reconocidos en Italia |

|                                                                                                |                                                                                                |                                                                                                |                                                                                                |                                                                                                |                                                                                                |                                                     |                                                     | Bernardo Gaspar de Aquino, I marqués de Pescara († 1461)                                |                                                                                         |                                                                                         |                                                                                         |                                                                                         |                                                                                         |                                                                |                                                                |                                                                                      |                                                                                      |                                                                                      |                                                                                      |                                                                                      |                                                                                      |  |  | | | | | | |  |  |                                                        |                                                        |                                                        |                                                        |                                                        |                                                        |  |  |                                                                                    |                                                          |                                                          |                                                          |                                                          |                                                          |  |  |  |  |  |  |  |  |  |  |  |  |  |  |  |  |  |  |  |  |  |  |
|                                                                                                |                                                                                                |                                                                                                |                                                                                                |                                                                                                |                                                                                                |                                                     |                                                     |                                                                                         |                                                                                         |                                                                                         |                                                                                         |                                                                                         |                                                                                         |                                                                |                                                                |                                                                                      |                                                                                      |                                                                                      |                                                                                      |                                                                                      |                                                                                      |  |  | | | | | | |  |  |                                                        |                                                        |                                                        |                                                        |                                                        |                                                        |  |  |                                                                                    |                                                          |                                                          |                                                          |                                                          |                                                          |  |  |  |  |  |  |  |  |  |  |  |  |  |  |  |  |  |  |  |  |  |  |
|                                                                                                |                                                                                                |                                                                                                |                                                                                                |                                                                                                |                                                                                                |                                                     |                                                     |                                                                                         |                                                                                         |                                                                                         |                                                                                         |                                                                                         |                                                                                         |                                                                |                                                                |                                                                                      |                                                                                      |                                                                                      |                                                                                      |                                                                                      |                                                                                      |  |  | | | | | | |  |  |                                                        |                                                        |                                                        |                                                        |                                                        |                                                        |  |  |                                                                                    |                                                          |                                                          |                                                          |                                                          |                                                          |  |  |  |  |  |  |  |  |  |  |  |  |  |  |  |  |  |  |  |  |  |  |
|                                                                                                |                                                                                                |                                                                                                |                                                                                                | Antonia de Aquino, III marquesa de Pescara († 1493)                                            | Antonia de Aquino, III marquesa de Pescara († 1493)                                            | Antonia de Aquino, III marquesa de Pescara († 1493) | Antonia de Aquino, III marquesa de Pescara († 1493) | Antonia de Aquino, III marquesa de Pescara († 1493)                                     | Antonia de Aquino, III marquesa de Pescara († 1493)                                     |                                                                                         |                                                                                         | Francisco Antonio de Aquino, II marqués de Pescara († c. 1472)                          | Francisco Antonio de Aquino, II marqués de Pescara († c. 1472)                          | Francisco Antonio de Aquino, II marqués de Pescara († c. 1472) | Francisco Antonio de Aquino, II marqués de Pescara († c. 1472) | Francisco Antonio de Aquino, II marqués de Pescara († c. 1472)                       | Francisco Antonio de Aquino, II marqués de Pescara († c. 1472)                       |                                                                                      |                                                                                      |                                                                                      |                                                                                      |  |  | | | | | | |  |  |                                                        |                                                        |                                                        |                                                        |                                                        |                                                        |  |  |                                                                                    |                                                          |                                                          |                                                          |                                                          |                                                          |  |  |  |  |  |  |  |  |  |  |  |  |  |  |  |  |  |  |  |  |  |  |
|                                                                                                |                                                                                                |                                                                                                |                                                                                                | Antonia de Aquino, III marquesa de Pescara († 1493)                                            | Antonia de Aquino, III marquesa de Pescara († 1493)                                            | Antonia de Aquino, III marquesa de Pescara († 1493) | Antonia de Aquino, III marquesa de Pescara († 1493) | Antonia de Aquino, III marquesa de Pescara († 1493)                                     | Antonia de Aquino, III marquesa de Pescara († 1493)                                     |                                                                                         |                                                                                         | Francisco Antonio de Aquino, II marqués de Pescara († c. 1472)                          | Francisco Antonio de Aquino, II marqués de Pescara († c. 1472)                          | Francisco Antonio de Aquino, II marqués de Pescara († c. 1472) | Francisco Antonio de Aquino, II marqués de Pescara († c. 1472) | Francisco Antonio de Aquino, II marqués de Pescara († c. 1472)                       | Francisco Antonio de Aquino, II marqués de Pescara († c. 1472)                       |                                                                                      |                                                                                      |                                                                                      |                                                                                      |  |  | | | | | | |  |  |                                                        |                                                        |                                                        |                                                        |                                                        |                                                        |  |  |                                                                                    |                                                          |                                                          |                                                          |                                                          |                                                          |  |  |  |  |  |  |  |  |  |  |  |  |  |  |  |  |  |  |  |  |  |  |
|                                                                                                |                                                                                                |                                                                                                |                                                                                                |                                                                                                |                                                                                                |                                                     |                                                     |                                                                                         |                                                                                         |                                                                                         |                                                                                         |                                                                                         |                                                                                         |                                                                |                                                                |                                                                                      |                                                                                      |                                                                                      |                                                                                      |                                                                                      |                                                                                      |  |  | | | | | | |  |  |                                                        |                                                        |                                                        |                                                        |                                                        |                                                        |  |  |                                                                                    |                                                          |                                                          |                                                          |                                                          |                                                          |  |  |  |  |  |  |  |  |  |  |  |  |  |  |  |  |  |  |  |  |  |  |
| Alfonso de Ávalos y Aquino, IV marqués del Pescara († 1495)                                    | Alfonso de Ávalos y Aquino, IV marqués del Pescara († 1495)                                    | Alfonso de Ávalos y Aquino, IV marqués del Pescara († 1495)                                    | Alfonso de Ávalos y Aquino, IV marqués del Pescara († 1495)                                    | Alfonso de Ávalos y Aquino, IV marqués del Pescara († 1495)                                    | Alfonso de Ávalos y Aquino, IV marqués del Pescara († 1495)                                    |                                                     |                                                     | Íñigo de Ávalos y Aquino, I marqués del Vasto (1467–1521)                               | Íñigo de Ávalos y Aquino, I marqués del Vasto (1467–1521)                               | Íñigo de Ávalos y Aquino, I marqués del Vasto (1467–1521)                               | Íñigo de Ávalos y Aquino, I marqués del Vasto (1467–1521)                               | Íñigo de Ávalos y Aquino, I marqués del Vasto (1467–1521)                               | Íñigo de Ávalos y Aquino, I marqués del Vasto (1467–1521)                               |                                                                |                                                                |                                                                                      |                                                                                      |                                                                                      |                                                                                      |                                                                                      |                                                                                      |  |  | | | | | | |  |  |                                                        |                                                        |                                                        |                                                        |                                                        |                                                        |  |  |                                                                                    |                                                          |                                                          |                                                          |                                                          |                                                          |  |  |  |  |  |  |  |  |  |  |  |  |  |  |  |  |  |  |  |  |  |  |
| Alfonso de Ávalos y Aquino, IV marqués del Pescara († 1495)                                    | Alfonso de Ávalos y Aquino, IV marqués del Pescara († 1495)                                    | Alfonso de Ávalos y Aquino, IV marqués del Pescara († 1495)                                    | Alfonso de Ávalos y Aquino, IV marqués del Pescara († 1495)                                    | Alfonso de Ávalos y Aquino, IV marqués del Pescara († 1495)                                    | Alfonso de Ávalos y Aquino, IV marqués del Pescara († 1495)                                    |                                                     |                                                     | Íñigo de Ávalos y Aquino, I marqués del Vasto (1467–1521)                               | Íñigo de Ávalos y Aquino, I marqués del Vasto (1467–1521)                               | Íñigo de Ávalos y Aquino, I marqués del Vasto (1467–1521)                               | Íñigo de Ávalos y Aquino, I marqués del Vasto (1467–1521)                               | Íñigo de Ávalos y Aquino, I marqués del Vasto (1467–1521)                               | Íñigo de Ávalos y Aquino, I marqués del Vasto (1467–1521)                               |                                                                |                                                                |                                                                                      |                                                                                      |                                                                                      |                                                                                      |                                                                                      |                                                                                      |  |  | | | | | | |  |  |                                                        |                                                        |                                                        |                                                        |                                                        |                                                        |  |  |                                                                                    |                                                          |                                                          |                                                          |                                                          |                                                          |  |  |  |  |  |  |  |  |  |  |  |  |  |  |  |  |  |  |  |  |  |  |
| Fernando Francisco de Ávalos Aquino, V marqués de Pescara (1489–1525)                          | Fernando Francisco de Ávalos Aquino, V marqués de Pescara (1489–1525)                          | Fernando Francisco de Ávalos Aquino, V marqués de Pescara (1489–1525)                          | Fernando Francisco de Ávalos Aquino, V marqués de Pescara (1489–1525)                          | Fernando Francisco de Ávalos Aquino, V marqués de Pescara (1489–1525)                          | Fernando Francisco de Ávalos Aquino, V marqués de Pescara (1489–1525)                          |                                                     |                                                     | Alfonso de Ávalos Aquino, II marqués del Vasto, VI marqués de Pescara (1502–1546)       | Alfonso de Ávalos Aquino, II marqués del Vasto, VI marqués de Pescara (1502–1546)       | Alfonso de Ávalos Aquino, II marqués del Vasto, VI marqués de Pescara (1502–1546)       | Alfonso de Ávalos Aquino, II marqués del Vasto, VI marqués de Pescara (1502–1546)       | Alfonso de Ávalos Aquino, II marqués del Vasto, VI marqués de Pescara (1502–1546)       | Alfonso de Ávalos Aquino, II marqués del Vasto, VI marqués de Pescara (1502–1546)       |                                                                |                                                                |                                                                                      |                                                                                      |                                                                                      |                                                                                      |                                                                                      |                                                                                      |  |  | | | | | | |  |  |                                                        |                                                        |                                                        |                                                        |                                                        |                                                        |  |  |                                                                                    |                                                          |                                                          |                                                          |                                                          |                                                          |  |  |  |  |  |  |  |  |  |  |  |  |  |  |  |  |  |  |  |  |  |  |
| Fernando Francisco de Ávalos Aquino, V marqués de Pescara (1489–1525)                          | Fernando Francisco de Ávalos Aquino, V marqués de Pescara (1489–1525)                          | Fernando Francisco de Ávalos Aquino, V marqués de Pescara (1489–1525)                          | Fernando Francisco de Ávalos Aquino, V marqués de Pescara (1489–1525)                          | Fernando Francisco de Ávalos Aquino, V marqués de Pescara (1489–1525)                          | Fernando Francisco de Ávalos Aquino, V marqués de Pescara (1489–1525)                          |                                                     |                                                     | Alfonso de Ávalos Aquino, II marqués del Vasto, VI marqués de Pescara (1502–1546)       | Alfonso de Ávalos Aquino, II marqués del Vasto, VI marqués de Pescara (1502–1546)       | Alfonso de Ávalos Aquino, II marqués del Vasto, VI marqués de Pescara (1502–1546)       | Alfonso de Ávalos Aquino, II marqués del Vasto, VI marqués de Pescara (1502–1546)       | Alfonso de Ávalos Aquino, II marqués del Vasto, VI marqués de Pescara (1502–1546)       | Alfonso de Ávalos Aquino, II marqués del Vasto, VI marqués de Pescara (1502–1546)       |                                                                |                                                                |                                                                                      |                                                                                      |                                                                                      |                                                                                      |                                                                                      |                                                                                      |  |  | | | | | | |  |  |                                                        |                                                        |                                                        |                                                        |                                                        |                                                        |  |  |                                                                                    |                                                          |                                                          |                                                          |                                                          |                                                          |  |  |  |  |  |  |  |  |  |  |  |  |  |  |  |  |  |  |  |  |  |  |
|                                                                                                |                                                                                                |                                                                                                |                                                                                                |                                                                                                |                                                                                                |                                                     |                                                     |                                                                                         |                                                                                         |                                                                                         |                                                                                         |                                                                                         |                                                                                         |                                                                |                                                                |                                                                                      |                                                                                      |                                                                                      |                                                                                      |                                                                                      |                                                                                      |  |  | | | | | | |  |  |                                                        |                                                        |                                                        |                                                        |                                                        |                                                        |  |  |                                                                                    |                                                          |                                                          |                                                          |                                                          |                                                          |  |  |  |  |  |  |  |  |  |  |  |  |  |  |  |  |  |  |  |  |  |  |
| Francisco Fernando de Ávalos Aquino, III marqués del Vasto, VII marqués de Pescara (1531–1571) | Francisco Fernando de Ávalos Aquino, III marqués del Vasto, VII marqués de Pescara (1531–1571) | Francisco Fernando de Ávalos Aquino, III marqués del Vasto, VII marqués de Pescara (1531–1571) | Francisco Fernando de Ávalos Aquino, III marqués del Vasto, VII marqués de Pescara (1531–1571) | Francisco Fernando de Ávalos Aquino, III marqués del Vasto, VII marqués de Pescara (1531–1571) | Francisco Fernando de Ávalos Aquino, III marqués del Vasto, VII marqués de Pescara (1531–1571) |                                                     |                                                     |                                                                                         |                                                                                         |                                                                                         |                                                                                         |                                                                                         |                                                                                         |                                                                |                                                                | César de Ávalos Aquino, I marqués de Padula (1536–1614)                              | César de Ávalos Aquino, I marqués de Padula (1536–1614)                              | César de Ávalos Aquino, I marqués de Padula (1536–1614)                              | César de Ávalos Aquino, I marqués de Padula (1536–1614)                              | César de Ávalos Aquino, I marqués de Padula (1536–1614)                              | César de Ávalos Aquino, I marqués de Padula (1536–1614)                              |  |  | | | | | | |  |  |                                                        |                                                        |                                                        |                                                        |                                                        |                                                        |  |  |                                                                                    |                                                          |                                                          |                                                          |                                                          |                                                          |  |  |  |  |  |  |  |  |  |  |  |  |  |  |  |  |  |  |  |  |  |  |
| Francisco Fernando de Ávalos Aquino, III marqués del Vasto, VII marqués de Pescara (1531–1571) | Francisco Fernando de Ávalos Aquino, III marqués del Vasto, VII marqués de Pescara (1531–1571) | Francisco Fernando de Ávalos Aquino, III marqués del Vasto, VII marqués de Pescara (1531–1571) | Francisco Fernando de Ávalos Aquino, III marqués del Vasto, VII marqués de Pescara (1531–1571) | Francisco Fernando de Ávalos Aquino, III marqués del Vasto, VII marqués de Pescara (1531–1571) | Francisco Fernando de Ávalos Aquino, III marqués del Vasto, VII marqués de Pescara (1531–1571) |                                                     |                                                     |                                                                                         |                                                                                         |                                                                                         |                                                                                         |                                                                                         |                                                                                         |                                                                |                                                                | César de Ávalos Aquino, I marqués de Padula (1536–1614)                              | César de Ávalos Aquino, I marqués de Padula (1536–1614)                              | César de Ávalos Aquino, I marqués de Padula (1536–1614)                              | César de Ávalos Aquino, I marqués de Padula (1536–1614)                              | César de Ávalos Aquino, I marqués de Padula (1536–1614)                              | César de Ávalos Aquino, I marqués de Padula (1536–1614)                              |  |  | | | | | | |  |  |                                                        |                                                        |                                                        |                                                        |                                                        |                                                        |  |  |                                                                                    |                                                          |                                                          |                                                          |                                                          |                                                          |  |  |  |  |  |  |  |  |  |  |  |  |  |  |  |  |  |  |  |  |  |  |
| Alfonso Félix de Ávalos Aquino, IV marqués del Vasto, VIII marqués de Pescara (1564–1593)      | Alfonso Félix de Ávalos Aquino, IV marqués del Vasto, VIII marqués de Pescara (1564–1593)      | Alfonso Félix de Ávalos Aquino, IV marqués del Vasto, VIII marqués de Pescara (1564–1593)      | Alfonso Félix de Ávalos Aquino, IV marqués del Vasto, VIII marqués de Pescara (1564–1593)      | Alfonso Félix de Ávalos Aquino, IV marqués del Vasto, VIII marqués de Pescara (1564–1593)      | Alfonso Félix de Ávalos Aquino, IV marqués del Vasto, VIII marqués de Pescara (1564–1593)      |                                                     |                                                     |                                                                                         |                                                                                         |                                                                                         |                                                                                         |                                                                                         |                                                                                         |                                                                |                                                                | Juan de Ávalos Aquino, II príncipe de Montesarchio († 1638)                          | Juan de Ávalos Aquino, II príncipe de Montesarchio († 1638)                          | Juan de Ávalos Aquino, II príncipe de Montesarchio († 1638)                          | Juan de Ávalos Aquino, II príncipe de Montesarchio († 1638)                          | Juan de Ávalos Aquino, II príncipe de Montesarchio († 1638)                          | Juan de Ávalos Aquino, II príncipe de Montesarchio († 1638)                          |  |  | | | | | | |  |  |                                                        |                                                        |                                                        |                                                        |                                                        |                                                        |  |  |                                                                                    |                                                          |                                                          |                                                          |                                                          |                                                          |  |  |  |  |  |  |  |  |  |  |  |  |  |  |  |  |  |  |  |  |  |  |
| Alfonso Félix de Ávalos Aquino, IV marqués del Vasto, VIII marqués de Pescara (1564–1593)      | Alfonso Félix de Ávalos Aquino, IV marqués del Vasto, VIII marqués de Pescara (1564–1593)      | Alfonso Félix de Ávalos Aquino, IV marqués del Vasto, VIII marqués de Pescara (1564–1593)      | Alfonso Félix de Ávalos Aquino, IV marqués del Vasto, VIII marqués de Pescara (1564–1593)      | Alfonso Félix de Ávalos Aquino, IV marqués del Vasto, VIII marqués de Pescara (1564–1593)      | Alfonso Félix de Ávalos Aquino, IV marqués del Vasto, VIII marqués de Pescara (1564–1593)      |                                                     |                                                     |                                                                                         |                                                                                         |                                                                                         |                                                                                         |                                                                                         |                                                                                         |                                                                |                                                                | Juan de Ávalos Aquino, II príncipe de Montesarchio († 1638)                          | Juan de Ávalos Aquino, II príncipe de Montesarchio († 1638)                          | Juan de Ávalos Aquino, II príncipe de Montesarchio († 1638)                          | Juan de Ávalos Aquino, II príncipe de Montesarchio († 1638)                          | Juan de Ávalos Aquino, II príncipe de Montesarchio († 1638)                          | Juan de Ávalos Aquino, II príncipe de Montesarchio († 1638)                          |  |  | | | | | | |  |  |                                                        |                                                        |                                                        |                                                        |                                                        |                                                        |  |  |                                                                                    |                                                          |                                                          |                                                          |                                                          |                                                          |  |  |  |  |  |  |  |  |  |  |  |  |  |  |  |  |  |  |  |  |  |  |
|                                                                                                |                                                                                                |                                                                                                |                                                                                                |                                                                                                |                                                                                                |                                                     |                                                     |                                                                                         |                                                                                         |                                                                                         |                                                                                         |                                                                                         |                                                                                         |                                                                |                                                                |                                                                                      |                                                                                      |                                                                                      |                                                                                      |                                                                                      |                                                                                      |  |  | | | | | | |  |  |                                                        |                                                        |                                                        |                                                        |                                                        |                                                        |  |  |                                                                                    |                                                          |                                                          |                                                          |                                                          |                                                          |  |  |  |  |  |  |  |  |  |  |  |  |  |  |  |  |  |  |  |  |  |  |
| Isabel de Ávalos Aquino, V marquesa del Vasto, IX marquesa de Pescara (1585–1648)              | Isabel de Ávalos Aquino, V marquesa del Vasto, IX marquesa de Pescara (1585–1648)              | Isabel de Ávalos Aquino, V marquesa del Vasto, IX marquesa de Pescara (1585–1648)              | Isabel de Ávalos Aquino, V marquesa del Vasto, IX marquesa de Pescara (1585–1648)              | Isabel de Ávalos Aquino, V marquesa del Vasto, IX marquesa de Pescara (1585–1648)              | Isabel de Ávalos Aquino, V marquesa del Vasto, IX marquesa de Pescara (1585–1648)              |                                                     |                                                     |                                                                                         |                                                                                         |                                                                                         |                                                                                         |                                                                                         |                                                                                         |                                                                |                                                                | Andrés de Ávalos Aquino, III príncipe de Montesarchio (1618-1709)                    | Andrés de Ávalos Aquino, III príncipe de Montesarchio (1618-1709)                    | Andrés de Ávalos Aquino, III príncipe de Montesarchio (1618-1709)                    | Andrés de Ávalos Aquino, III príncipe de Montesarchio (1618-1709)                    | Andrés de Ávalos Aquino, III príncipe de Montesarchio (1618-1709)                    | Andrés de Ávalos Aquino, III príncipe de Montesarchio (1618-1709)                    |  |  | Francisco de Ávalos Aquino, I príncipe de Troya († 1655)                                               | Francisco de Ávalos Aquino, I príncipe de Troya († 1655)                                               | Francisco de Ávalos Aquino, I príncipe de Troya († 1655)                                               | Francisco de Ávalos Aquino, I príncipe de Troya († 1655)                                               | Francisco de Ávalos Aquino, I príncipe de Troya († 1655)                                               | Francisco de Ávalos Aquino, I príncipe de Troya († 1655)                                               |  |  |                                                        |                                                        |                                                        |                                                        |                                                        |                                                        |  |  |                                                                                    |                                                          |                                                          |                                                          |                                                          |                                                          |  |  |  |  |  |  |  |  |  |  |  |  |  |  |  |  |  |  |  |  |  |  |
| Isabel de Ávalos Aquino, V marquesa del Vasto, IX marquesa de Pescara (1585–1648)              | Isabel de Ávalos Aquino, V marquesa del Vasto, IX marquesa de Pescara (1585–1648)              | Isabel de Ávalos Aquino, V marquesa del Vasto, IX marquesa de Pescara (1585–1648)              | Isabel de Ávalos Aquino, V marquesa del Vasto, IX marquesa de Pescara (1585–1648)              | Isabel de Ávalos Aquino, V marquesa del Vasto, IX marquesa de Pescara (1585–1648)              | Isabel de Ávalos Aquino, V marquesa del Vasto, IX marquesa de Pescara (1585–1648)              |                                                     |                                                     |                                                                                         |                                                                                         |                                                                                         |                                                                                         |                                                                                         |                                                                                         |                                                                |                                                                | Andrés de Ávalos Aquino, III príncipe de Montesarchio (1618-1709)                    | Andrés de Ávalos Aquino, III príncipe de Montesarchio (1618-1709)                    | Andrés de Ávalos Aquino, III príncipe de Montesarchio (1618-1709)                    | Andrés de Ávalos Aquino, III príncipe de Montesarchio (1618-1709)                    | Andrés de Ávalos Aquino, III príncipe de Montesarchio (1618-1709)                    | Andrés de Ávalos Aquino, III príncipe de Montesarchio (1618-1709)                    |  |  | Francisco de Ávalos Aquino, I príncipe de Troya († 1655)                                               | Francisco de Ávalos Aquino, I príncipe de Troya († 1655)                                               | Francisco de Ávalos Aquino, I príncipe de Troya († 1655)                                               | Francisco de Ávalos Aquino, I príncipe de Troya († 1655)                                               | Francisco de Ávalos Aquino, I príncipe de Troya († 1655)                                               | Francisco de Ávalos Aquino, I príncipe de Troya († 1655)                                               |  |  |                                                        |                                                        |                                                        |                                                        |                                                        |                                                        |  |  |                                                                                    |                                                          |                                                          |                                                          |                                                          |                                                          |  |  |  |  |  |  |  |  |  |  |  |  |  |  |  |  |  |  |  |  |  |  |
|                                                                                                |                                                                                                |                                                                                                |                                                                                                |                                                                                                |                                                                                                |                                                     |                                                     |                                                                                         |                                                                                         |                                                                                         |                                                                                         |                                                                                         |                                                                                         |                                                                |                                                                |                                                                                      |                                                                                      |                                                                                      |                                                                                      |                                                                                      |                                                                                      |  |  | | | | | | |  |  |                                                        |                                                        |                                                        |                                                        |                                                        |                                                        |  |  |                                                                                    |                                                          |                                                          |                                                          |                                                          |                                                          |  |  |  |  |  |  |  |  |  |  |  |  |  |  |  |  |  |  |  |  |  |  |
| Fernando Francisco de Ávalos Aquino, VI marqués del Vasto, X marqués de Pescara (1601–1665)    | Fernando Francisco de Ávalos Aquino, VI marqués del Vasto, X marqués de Pescara (1601–1665)    | Fernando Francisco de Ávalos Aquino, VI marqués del Vasto, X marqués de Pescara (1601–1665)    | Fernando Francisco de Ávalos Aquino, VI marqués del Vasto, X marqués de Pescara (1601–1665)    | Fernando Francisco de Ávalos Aquino, VI marqués del Vasto, X marqués de Pescara (1601–1665)    | Fernando Francisco de Ávalos Aquino, VI marqués del Vasto, X marqués de Pescara (1601–1665)    |                                                     |                                                     | Diego de Ávalos Aquino, VII marqués del Vasto, XI marqués de Pescara (†1697)            | Diego de Ávalos Aquino, VII marqués del Vasto, XI marqués de Pescara (†1697)            | Diego de Ávalos Aquino, VII marqués del Vasto, XI marqués de Pescara (†1697)            | Diego de Ávalos Aquino, VII marqués del Vasto, XI marqués de Pescara (†1697)            | Diego de Ávalos Aquino, VII marqués del Vasto, XI marqués de Pescara (†1697)            | Diego de Ávalos Aquino, VII marqués del Vasto, XI marqués de Pescara (†1697)            |                                                                |                                                                | Julia de Ávalos Aquino, IV princesa de Montesarchio (1644-1737)                      | Julia de Ávalos Aquino, IV princesa de Montesarchio (1644-1737)                      | Julia de Ávalos Aquino, IV princesa de Montesarchio (1644-1737)                      | Julia de Ávalos Aquino, IV princesa de Montesarchio (1644-1737)                      | Julia de Ávalos Aquino, IV princesa de Montesarchio (1644-1737)                      | Julia de Ávalos Aquino, IV princesa de Montesarchio (1644-1737)                      |  |  | Juan de Ávalos Aquino, príncipe de Montesarchio († 1713)                                               | Juan de Ávalos Aquino, príncipe de Montesarchio († 1713)                                               | Juan de Ávalos Aquino, príncipe de Montesarchio († 1713)                                               | Juan de Ávalos Aquino, príncipe de Montesarchio († 1713)                                               | Juan de Ávalos Aquino, príncipe de Montesarchio († 1713)                                               | Juan de Ávalos Aquino, príncipe de Montesarchio († 1713)                                               |  |  |                                                        |                                                        |                                                        |                                                        |                                                        |                                                        |  |  |                                                                                    |                                                          |                                                          |                                                          |                                                          |                                                          |  |  |  |  |  |  |  |  |  |  |  |  |  |  |  |  |  |  |  |  |  |  |
| Fernando Francisco de Ávalos Aquino, VI marqués del Vasto, X marqués de Pescara (1601–1665)    | Fernando Francisco de Ávalos Aquino, VI marqués del Vasto, X marqués de Pescara (1601–1665)    | Fernando Francisco de Ávalos Aquino, VI marqués del Vasto, X marqués de Pescara (1601–1665)    | Fernando Francisco de Ávalos Aquino, VI marqués del Vasto, X marqués de Pescara (1601–1665)    | Fernando Francisco de Ávalos Aquino, VI marqués del Vasto, X marqués de Pescara (1601–1665)    | Fernando Francisco de Ávalos Aquino, VI marqués del Vasto, X marqués de Pescara (1601–1665)    |                                                     |                                                     | Diego de Ávalos Aquino, VII marqués del Vasto, XI marqués de Pescara (†1697)            | Diego de Ávalos Aquino, VII marqués del Vasto, XI marqués de Pescara (†1697)            | Diego de Ávalos Aquino, VII marqués del Vasto, XI marqués de Pescara (†1697)            | Diego de Ávalos Aquino, VII marqués del Vasto, XI marqués de Pescara (†1697)            | Diego de Ávalos Aquino, VII marqués del Vasto, XI marqués de Pescara (†1697)            | Diego de Ávalos Aquino, VII marqués del Vasto, XI marqués de Pescara (†1697)            |                                                                |                                                                | Julia de Ávalos Aquino, IV princesa de Montesarchio (1644-1737)                      | Julia de Ávalos Aquino, IV princesa de Montesarchio (1644-1737)                      | Julia de Ávalos Aquino, IV princesa de Montesarchio (1644-1737)                      | Julia de Ávalos Aquino, IV princesa de Montesarchio (1644-1737)                      | Julia de Ávalos Aquino, IV princesa de Montesarchio (1644-1737)                      | Julia de Ávalos Aquino, IV princesa de Montesarchio (1644-1737)                      |  |  | Juan de Ávalos Aquino, príncipe de Montesarchio († 1713)                                               | Juan de Ávalos Aquino, príncipe de Montesarchio († 1713)                                               | Juan de Ávalos Aquino, príncipe de Montesarchio († 1713)                                               | Juan de Ávalos Aquino, príncipe de Montesarchio († 1713)                                               | Juan de Ávalos Aquino, príncipe de Montesarchio († 1713)                                               | Juan de Ávalos Aquino, príncipe de Montesarchio († 1713)                                               |  |  |                                                        |                                                        |                                                        |                                                        |                                                        |                                                        |  |  |                                                                                    |                                                          |                                                          |                                                          |                                                          |                                                          |  |  |  |  |  |  |  |  |  |  |  |  |  |  |  |  |  |  |  |  |  |  |
|                                                                                                |                                                                                                |                                                                                                |                                                                                                |                                                                                                |                                                                                                |                                                     |                                                     |                                                                                         |                                                                                         |                                                                                         |                                                                                         |                                                                                         |                                                                                         |                                                                |                                                                |                                                                                      |                                                                                      |                                                                                      |                                                                                      |                                                                                      |                                                                                      |  |  | | | | | | |  |  |                                                        |                                                        |                                                        |                                                        |                                                        |                                                        |  |  |                                                                                    |                                                          |                                                          |                                                          |                                                          |                                                          |  |  |  |  |  |  |  |  |  |  |  |  |  |  |  |  |  |  |  |  |  |  |
|                                                                                                |                                                                                                |                                                                                                |                                                                                                |                                                                                                |                                                                                                |                                                     |                                                     |                                                                                         |                                                                                         |                                                                                         |                                                                                         |                                                                                         |                                                                                         |                                                                |                                                                |                                                                                      |                                                                                      |                                                                                      |                                                                                      |                                                                                      |                                                                                      |  |  | | | | | | |  |  |                                                        |                                                        |                                                        |                                                        |                                                        |                                                        |  |  |                                                                                    |                                                          |                                                          |                                                          |                                                          |                                                          |  |  |  |  |  |  |  |  |  |  |  |  |  |  |  |  |  |  |  |  |  |  |
| Fernando Francisco de Ávalos Aquino, XII marqués de Pescara (1651–1672)                        | Fernando Francisco de Ávalos Aquino, XII marqués de Pescara (1651–1672)                        | Fernando Francisco de Ávalos Aquino, XII marqués de Pescara (1651–1672)                        | Fernando Francisco de Ávalos Aquino, XII marqués de Pescara (1651–1672)                        | Fernando Francisco de Ávalos Aquino, XII marqués de Pescara (1651–1672)                        | Fernando Francisco de Ávalos Aquino, XII marqués de Pescara (1651–1672)                        |                                                     |                                                     | César de Ávalos Aquino, VIII marqués del Vasto, XIV marqués de Pescara (1667-1729)      | César de Ávalos Aquino, VIII marqués del Vasto, XIV marqués de Pescara (1667-1729)      | César de Ávalos Aquino, VIII marqués del Vasto, XIV marqués de Pescara (1667-1729)      | César de Ávalos Aquino, VIII marqués del Vasto, XIV marqués de Pescara (1667-1729)      | César de Ávalos Aquino, VIII marqués del Vasto, XIV marqués de Pescara (1667-1729)      | César de Ávalos Aquino, VIII marqués del Vasto, XIV marqués de Pescara (1667-1729)      |                                                                |                                                                | Nicolás de Ávalos Aquino, V príncipe de Montesarchio († 1729)                        | Nicolás de Ávalos Aquino, V príncipe de Montesarchio († 1729)                        | Nicolás de Ávalos Aquino, V príncipe de Montesarchio († 1729)                        | Nicolás de Ávalos Aquino, V príncipe de Montesarchio († 1729)                        | Nicolás de Ávalos Aquino, V príncipe de Montesarchio († 1729)                        | Nicolás de Ávalos Aquino, V príncipe de Montesarchio († 1729)                        |  |  | Andrés de Ávalos Aquino, duque de Celenza (1700-1746)                                                  | Andrés de Ávalos Aquino, duque de Celenza (1700-1746)                                                  | Andrés de Ávalos Aquino, duque de Celenza (1700-1746)                                                  | Andrés de Ávalos Aquino, duque de Celenza (1700-1746)                                                  | Andrés de Ávalos Aquino, duque de Celenza (1700-1746)                                                  | Andrés de Ávalos Aquino, duque de Celenza (1700-1746)                                                  |  |  |                                                        |                                                        |                                                        |                                                        |                                                        |                                                        |  |  |                                                                                    |                                                          |                                                          |                                                          |                                                          |                                                          |  |  |  |  |  |  |  |  |  |  |  |  |  |  |  |  |  |  |  |  |  |  |
| Fernando Francisco de Ávalos Aquino, XII marqués de Pescara (1651–1672)                        | Fernando Francisco de Ávalos Aquino, XII marqués de Pescara (1651–1672)                        | Fernando Francisco de Ávalos Aquino, XII marqués de Pescara (1651–1672)                        | Fernando Francisco de Ávalos Aquino, XII marqués de Pescara (1651–1672)                        | Fernando Francisco de Ávalos Aquino, XII marqués de Pescara (1651–1672)                        | Fernando Francisco de Ávalos Aquino, XII marqués de Pescara (1651–1672)                        |                                                     |                                                     | César de Ávalos Aquino, VIII marqués del Vasto, XIV marqués de Pescara (1667-1729)      | César de Ávalos Aquino, VIII marqués del Vasto, XIV marqués de Pescara (1667-1729)      | César de Ávalos Aquino, VIII marqués del Vasto, XIV marqués de Pescara (1667-1729)      | César de Ávalos Aquino, VIII marqués del Vasto, XIV marqués de Pescara (1667-1729)      | César de Ávalos Aquino, VIII marqués del Vasto, XIV marqués de Pescara (1667-1729)      | César de Ávalos Aquino, VIII marqués del Vasto, XIV marqués de Pescara (1667-1729)      |                                                                |                                                                | Nicolás de Ávalos Aquino, V príncipe de Montesarchio († 1729)                        | Nicolás de Ávalos Aquino, V príncipe de Montesarchio († 1729)                        | Nicolás de Ávalos Aquino, V príncipe de Montesarchio († 1729)                        | Nicolás de Ávalos Aquino, V príncipe de Montesarchio († 1729)                        | Nicolás de Ávalos Aquino, V príncipe de Montesarchio († 1729)                        | Nicolás de Ávalos Aquino, V príncipe de Montesarchio († 1729)                        |  |  | Andrés de Ávalos Aquino, duque de Celenza (1700-1746)                                                  | Andrés de Ávalos Aquino, duque de Celenza (1700-1746)                                                  | Andrés de Ávalos Aquino, duque de Celenza (1700-1746)                                                  | Andrés de Ávalos Aquino, duque de Celenza (1700-1746)                                                  | Andrés de Ávalos Aquino, duque de Celenza (1700-1746)                                                  | Andrés de Ávalos Aquino, duque de Celenza (1700-1746)                                                  |  |  |                                                        |                                                        |                                                        |                                                        |                                                        |                                                        |  |  |                                                                                    |                                                          |                                                          |                                                          |                                                          |                                                          |  |  |  |  |  |  |  |  |  |  |  |  |  |  |  |  |  |  |  |  |  |  |
|                                                                                                |                                                                                                |                                                                                                |                                                                                                |                                                                                                |                                                                                                |                                                     |                                                     |                                                                                         |                                                                                         |                                                                                         |                                                                                         |                                                                                         |                                                                                         |                                                                |                                                                |                                                                                      |                                                                                      |                                                                                      |                                                                                      |                                                                                      |                                                                                      |  |  | | | | | | |  |  |                                                        |                                                        |                                                        |                                                        |                                                        |                                                        |  |  |                                                                                    |                                                          |                                                          |                                                          |                                                          |                                                          |  |  |  |  |  |  |  |  |  |  |  |  |  |  |  |  |  |  |  |  |  |  |
| Diego de Ávalos Aquino, XIII marqués de Pescara (1672–1690)                                    | Diego de Ávalos Aquino, XIII marqués de Pescara (1672–1690)                                    | Diego de Ávalos Aquino, XIII marqués de Pescara (1672–1690)                                    | Diego de Ávalos Aquino, XIII marqués de Pescara (1672–1690)                                    | Diego de Ávalos Aquino, XIII marqués de Pescara (1672–1690)                                    | Diego de Ávalos Aquino, XIII marqués de Pescara (1672–1690)                                    |                                                     |                                                     | Juan Bautista de Ávalos Aquino, IX marqués del Vasto, XV marqués de Pescara (1694-1749) | Juan Bautista de Ávalos Aquino, IX marqués del Vasto, XV marqués de Pescara (1694-1749) | Juan Bautista de Ávalos Aquino, IX marqués del Vasto, XV marqués de Pescara (1694-1749) | Juan Bautista de Ávalos Aquino, IX marqués del Vasto, XV marqués de Pescara (1694-1749) | Juan Bautista de Ávalos Aquino, IX marqués del Vasto, XV marqués de Pescara (1694-1749) | Juan Bautista de Ávalos Aquino, IX marqués del Vasto, XV marqués de Pescara (1694-1749) |                                                                |                                                                | Diego de Ávalos Aquino, X marqués del Vasto, XVI marqués de Pescara (1697-1764)      | Diego de Ávalos Aquino, X marqués del Vasto, XVI marqués de Pescara (1697-1764)      | Diego de Ávalos Aquino, X marqués del Vasto, XVI marqués de Pescara (1697-1764)      | Diego de Ávalos Aquino, X marqués del Vasto, XVI marqués de Pescara (1697-1764)      | Diego de Ávalos Aquino, X marqués del Vasto, XVI marqués de Pescara (1697-1764)      | Diego de Ávalos Aquino, X marqués del Vasto, XVI marqués de Pescara (1697-1764)      |  |  | Carlos de Ávalos Aquino, VIII duque de Celenza (1727-1810)                                             | Carlos de Ávalos Aquino, VIII duque de Celenza (1727-1810)                                             | Carlos de Ávalos Aquino, VIII duque de Celenza (1727-1810)                                             | Carlos de Ávalos Aquino, VIII duque de Celenza (1727-1810)                                             | Carlos de Ávalos Aquino, VIII duque de Celenza (1727-1810)                                             | Carlos de Ávalos Aquino, VIII duque de Celenza (1727-1810)                                             |  |  |                                                        |                                                        |                                                        |                                                        |                                                        |                                                        |  |  |                                                                                    |                                                          |                                                          |                                                          |                                                          |                                                          |  |  |  |  |  |  |  |  |  |  |  |  |  |  |  |  |  |  |  |  |  |  |
| Diego de Ávalos Aquino, XIII marqués de Pescara (1672–1690)                                    | Diego de Ávalos Aquino, XIII marqués de Pescara (1672–1690)                                    | Diego de Ávalos Aquino, XIII marqués de Pescara (1672–1690)                                    | Diego de Ávalos Aquino, XIII marqués de Pescara (1672–1690)                                    | Diego de Ávalos Aquino, XIII marqués de Pescara (1672–1690)                                    | Diego de Ávalos Aquino, XIII marqués de Pescara (1672–1690)                                    |                                                     |                                                     | Juan Bautista de Ávalos Aquino, IX marqués del Vasto, XV marqués de Pescara (1694-1749) | Juan Bautista de Ávalos Aquino, IX marqués del Vasto, XV marqués de Pescara (1694-1749) | Juan Bautista de Ávalos Aquino, IX marqués del Vasto, XV marqués de Pescara (1694-1749) | Juan Bautista de Ávalos Aquino, IX marqués del Vasto, XV marqués de Pescara (1694-1749) | Juan Bautista de Ávalos Aquino, IX marqués del Vasto, XV marqués de Pescara (1694-1749) | Juan Bautista de Ávalos Aquino, IX marqués del Vasto, XV marqués de Pescara (1694-1749) |                                                                |                                                                | Diego de Ávalos Aquino, X marqués del Vasto, XVI marqués de Pescara (1697-1764)      | Diego de Ávalos Aquino, X marqués del Vasto, XVI marqués de Pescara (1697-1764)      | Diego de Ávalos Aquino, X marqués del Vasto, XVI marqués de Pescara (1697-1764)      | Diego de Ávalos Aquino, X marqués del Vasto, XVI marqués de Pescara (1697-1764)      | Diego de Ávalos Aquino, X marqués del Vasto, XVI marqués de Pescara (1697-1764)      | Diego de Ávalos Aquino, X marqués del Vasto, XVI marqués de Pescara (1697-1764)      |  |  | Carlos de Ávalos Aquino, VIII duque de Celenza (1727-1810)                                             | Carlos de Ávalos Aquino, VIII duque de Celenza (1727-1810)                                             | Carlos de Ávalos Aquino, VIII duque de Celenza (1727-1810)                                             | Carlos de Ávalos Aquino, VIII duque de Celenza (1727-1810)                                             | Carlos de Ávalos Aquino, VIII duque de Celenza (1727-1810)                                             | Carlos de Ávalos Aquino, VIII duque de Celenza (1727-1810)                                             |  |  |                                                        |                                                        |                                                        |                                                        |                                                        |                                                        |  |  |                                                                                    |                                                          |                                                          |                                                          |                                                          |                                                          |  |  |  |  |  |  |  |  |  |  |  |  |  |  |  |  |  |  |  |  |  |  |
|                                                                                                |                                                                                                |                                                                                                |                                                                                                |                                                                                                |                                                                                                |                                                     |                                                     |                                                                                         |                                                                                         |                                                                                         |                                                                                         |                                                                                         |                                                                                         |                                                                |                                                                |                                                                                      |                                                                                      |                                                                                      |                                                                                      |                                                                                      |                                                                                      |  |  | | | | | | |  |  |                                                        |                                                        |                                                        |                                                        |                                                        |                                                        |  |  |                                                                                    |                                                          |                                                          |                                                          |                                                          |                                                          |  |  |  |  |  |  |  |  |  |  |  |  |  |  |  |  |  |  |  |  |  |  |
|                                                                                                |                                                                                                |                                                                                                |                                                                                                |                                                                                                |                                                                                                |                                                     |                                                     |                                                                                         |                                                                                         |                                                                                         |                                                                                         |                                                                                         |                                                                                         |                                                                |                                                                | Tomás de Ávalos Aquino, XI marqués del Vasto, XVII marqués de Pescara (1752-1806)    | Tomás de Ávalos Aquino, XI marqués del Vasto, XVII marqués de Pescara (1752-1806)    | Tomás de Ávalos Aquino, XI marqués del Vasto, XVII marqués de Pescara (1752-1806)    | Tomás de Ávalos Aquino, XI marqués del Vasto, XVII marqués de Pescara (1752-1806)    | Tomás de Ávalos Aquino, XI marqués del Vasto, XVII marqués de Pescara (1752-1806)    | Tomás de Ávalos Aquino, XI marqués del Vasto, XVII marqués de Pescara (1752-1806)    |  |  | Andrés de Ávalos Aquino, IX duque de Celenza (1766-1812)                                               | Andrés de Ávalos Aquino, IX duque de Celenza (1766-1812)                                               | Andrés de Ávalos Aquino, IX duque de Celenza (1766-1812)                                               | Andrés de Ávalos Aquino, IX duque de Celenza (1766-1812)                                               | Andrés de Ávalos Aquino, IX duque de Celenza (1766-1812)                                               | Andrés de Ávalos Aquino, IX duque de Celenza (1766-1812)                                               |  |  | Cayetano de Ávalos Aquino, I duque Ávalos (1775-1855)  | Cayetano de Ávalos Aquino, I duque Ávalos (1775-1855)  | Cayetano de Ávalos Aquino, I duque Ávalos (1775-1855)  | Cayetano de Ávalos Aquino, I duque Ávalos (1775-1855)  | Cayetano de Ávalos Aquino, I duque Ávalos (1775-1855)  | Cayetano de Ávalos Aquino, I duque Ávalos (1775-1855)  |  |  |                                                                                    |                                                          |                                                          |                                                          |                                                          |                                                          |  |  |  |  |  |  |  |  |  |  |  |  |  |  |  |  |  |  |  |  |  |  |
|                                                                                                |                                                                                                |                                                                                                |                                                                                                |                                                                                                |                                                                                                |                                                     |                                                     |                                                                                         |                                                                                         |                                                                                         |                                                                                         |                                                                                         |                                                                                         |                                                                |                                                                | Tomás de Ávalos Aquino, XI marqués del Vasto, XVII marqués de Pescara (1752-1806)    | Tomás de Ávalos Aquino, XI marqués del Vasto, XVII marqués de Pescara (1752-1806)    | Tomás de Ávalos Aquino, XI marqués del Vasto, XVII marqués de Pescara (1752-1806)    | Tomás de Ávalos Aquino, XI marqués del Vasto, XVII marqués de Pescara (1752-1806)    | Tomás de Ávalos Aquino, XI marqués del Vasto, XVII marqués de Pescara (1752-1806)    | Tomás de Ávalos Aquino, XI marqués del Vasto, XVII marqués de Pescara (1752-1806)    |  |  | Andrés de Ávalos Aquino, IX duque de Celenza (1766-1812)                                               | Andrés de Ávalos Aquino, IX duque de Celenza (1766-1812)                                               | Andrés de Ávalos Aquino, IX duque de Celenza (1766-1812)                                               | Andrés de Ávalos Aquino, IX duque de Celenza (1766-1812)                                               | Andrés de Ávalos Aquino, IX duque de Celenza (1766-1812)                                               | Andrés de Ávalos Aquino, IX duque de Celenza (1766-1812)                                               |  |  | Cayetano de Ávalos Aquino, I duque Ávalos (1775-1855)  | Cayetano de Ávalos Aquino, I duque Ávalos (1775-1855)  | Cayetano de Ávalos Aquino, I duque Ávalos (1775-1855)  | Cayetano de Ávalos Aquino, I duque Ávalos (1775-1855)  | Cayetano de Ávalos Aquino, I duque Ávalos (1775-1855)  | Cayetano de Ávalos Aquino, I duque Ávalos (1775-1855)  |  |  |                                                                                    |                                                          |                                                          |                                                          |                                                          |                                                          |  |  |  |  |  |  |  |  |  |  |  |  |  |  |  |  |  |  |  |  |  |  |
|                                                                                                |                                                                                                |                                                                                                |                                                                                                |                                                                                                |                                                                                                |                                                     |                                                     |                                                                                         |                                                                                         |                                                                                         |                                                                                         |                                                                                         |                                                                                         |                                                                |                                                                |                                                                                      |                                                                                      |                                                                                      |                                                                                      |                                                                                      |                                                                                      |  |  | | | | | | |  |  |                                                        |                                                        |                                                        |                                                        |                                                        |                                                        |  |  |                                                                                    |                                                          |                                                          |                                                          |                                                          |                                                          |  |  |  |  |  |  |  |  |  |  |  |  |  |  |  |  |  |  |  |  |  |  |
|                                                                                                |                                                                                                |                                                                                                |                                                                                                |                                                                                                |                                                                                                |                                                     |                                                     |                                                                                         |                                                                                         |                                                                                         |                                                                                         |                                                                                         |                                                                                         |                                                                |                                                                | Príncipe Diego de Ávalos Aquino (1773-1797)                                          | Príncipe Diego de Ávalos Aquino (1773-1797)                                          | Príncipe Diego de Ávalos Aquino (1773-1797)                                          | Príncipe Diego de Ávalos Aquino (1773-1797)                                          | Príncipe Diego de Ávalos Aquino (1773-1797)                                          | Príncipe Diego de Ávalos Aquino (1773-1797)                                          |  |  | María Teresa de Ávalos Aquino, X duquesa de Celenza (1792-1834) Con sucesión en los duques de Celenza. | María Teresa de Ávalos Aquino, X duquesa de Celenza (1792-1834) Con sucesión en los duques de Celenza. | María Teresa de Ávalos Aquino, X duquesa de Celenza (1792-1834) Con sucesión en los duques de Celenza. | María Teresa de Ávalos Aquino, X duquesa de Celenza (1792-1834) Con sucesión en los duques de Celenza. | María Teresa de Ávalos Aquino, X duquesa de Celenza (1792-1834) Con sucesión en los duques de Celenza. | María Teresa de Ávalos Aquino, X duquesa de Celenza (1792-1834) Con sucesión en los duques de Celenza. |  |  | Carlos de Ávalos Aquino, II duque Ávalos (1817-1866)   | Carlos de Ávalos Aquino, II duque Ávalos (1817-1866)   | Carlos de Ávalos Aquino, II duque Ávalos (1817-1866)   | Carlos de Ávalos Aquino, II duque Ávalos (1817-1866)   | Carlos de Ávalos Aquino, II duque Ávalos (1817-1866)   | Carlos de Ávalos Aquino, II duque Ávalos (1817-1866)   |  |  | Francisco de Ávalos Aquino, III duque Ávalos (1819-1885)                           | Francisco de Ávalos Aquino, III duque Ávalos (1819-1885) | Francisco de Ávalos Aquino, III duque Ávalos (1819-1885) | Francisco de Ávalos Aquino, III duque Ávalos (1819-1885) | Francisco de Ávalos Aquino, III duque Ávalos (1819-1885) | Francisco de Ávalos Aquino, III duque Ávalos (1819-1885) |  |  |  |  |  |  |  |  |  |  |  |  |  |  |  |  |  |  |  |  |  |  |
|                                                                                                |                                                                                                |                                                                                                |                                                                                                |                                                                                                |                                                                                                |                                                     |                                                     |                                                                                         |                                                                                         |                                                                                         |                                                                                         |                                                                                         |                                                                                         |                                                                |                                                                | Príncipe Diego de Ávalos Aquino (1773-1797)                                          | Príncipe Diego de Ávalos Aquino (1773-1797)                                          | Príncipe Diego de Ávalos Aquino (1773-1797)                                          | Príncipe Diego de Ávalos Aquino (1773-1797)                                          | Príncipe Diego de Ávalos Aquino (1773-1797)                                          | Príncipe Diego de Ávalos Aquino (1773-1797)                                          |  |  | María Teresa de Ávalos Aquino, X duquesa de Celenza (1792-1834) Con sucesión en los duques de Celenza. | María Teresa de Ávalos Aquino, X duquesa de Celenza (1792-1834) Con sucesión en los duques de Celenza. | María Teresa de Ávalos Aquino, X duquesa de Celenza (1792-1834) Con sucesión en los duques de Celenza. | María Teresa de Ávalos Aquino, X duquesa de Celenza (1792-1834) Con sucesión en los duques de Celenza. | María Teresa de Ávalos Aquino, X duquesa de Celenza (1792-1834) Con sucesión en los duques de Celenza. | María Teresa de Ávalos Aquino, X duquesa de Celenza (1792-1834) Con sucesión en los duques de Celenza. |  |  | Carlos de Ávalos Aquino, II duque Ávalos (1817-1866)   | Carlos de Ávalos Aquino, II duque Ávalos (1817-1866)   | Carlos de Ávalos Aquino, II duque Ávalos (1817-1866)   | Carlos de Ávalos Aquino, II duque Ávalos (1817-1866)   | Carlos de Ávalos Aquino, II duque Ávalos (1817-1866)   | Carlos de Ávalos Aquino, II duque Ávalos (1817-1866)   |  |  | Francisco de Ávalos Aquino, III duque Ávalos (1819-1885)                           | Francisco de Ávalos Aquino, III duque Ávalos (1819-1885) | Francisco de Ávalos Aquino, III duque Ávalos (1819-1885) | Francisco de Ávalos Aquino, III duque Ávalos (1819-1885) | Francisco de Ávalos Aquino, III duque Ávalos (1819-1885) | Francisco de Ávalos Aquino, III duque Ávalos (1819-1885) |  |  |  |  |  |  |  |  |  |  |  |  |  |  |  |  |  |  |  |  |  |  |
|                                                                                                |                                                                                                |                                                                                                |                                                                                                |                                                                                                |                                                                                                |                                                     |                                                     |                                                                                         |                                                                                         |                                                                                         |                                                                                         |                                                                                         |                                                                                         |                                                                |                                                                |                                                                                      |                                                                                      |                                                                                      |                                                                                      |                                                                                      |                                                                                      |  |  | | | | | | |  |  |                                                        |                                                        |                                                        |                                                        |                                                        |                                                        |  |  |                                                                                    |                                                          |                                                          |                                                          |                                                          |                                                          |  |  |  |  |  |  |  |  |  |  |  |  |  |  |  |  |  |  |  |  |  |  |
|                                                                                                |                                                                                                |                                                                                                |                                                                                                |                                                                                                |                                                                                                |                                                     |                                                     | Fernando de Ávalos Aquino, XII marqués del Vasto, XVIII marqués de Pescara (1794-1841)  | Fernando de Ávalos Aquino, XII marqués del Vasto, XVIII marqués de Pescara (1794-1841)  | Fernando de Ávalos Aquino, XII marqués del Vasto, XVIII marqués de Pescara (1794-1841)  | Fernando de Ávalos Aquino, XII marqués del Vasto, XVIII marqués de Pescara (1794-1841)  | Fernando de Ávalos Aquino, XII marqués del Vasto, XVIII marqués de Pescara (1794-1841)  | Fernando de Ávalos Aquino, XII marqués del Vasto, XVIII marqués de Pescara (1794-1841)  |                                                                |                                                                | Alfonso de Ávalos Aquino, XIII marqués del Vasto, XIX marqués de Pescara (1796-1862) | Alfonso de Ávalos Aquino, XIII marqués del Vasto, XIX marqués de Pescara (1796-1862) | Alfonso de Ávalos Aquino, XIII marqués del Vasto, XIX marqués de Pescara (1796-1862) | Alfonso de Ávalos Aquino, XIII marqués del Vasto, XIX marqués de Pescara (1796-1862) | Alfonso de Ávalos Aquino, XIII marqués del Vasto, XIX marqués de Pescara (1796-1862) | Alfonso de Ávalos Aquino, XIII marqués del Vasto, XIX marqués de Pescara (1796-1862) |  |  | | | | | | |  |  |                                                        |                                                        |                                                        |                                                        |                                                        |                                                        |  |  | José de Ávalos Aquino, IV duque Ávalos (1865-1907)                                 | José de Ávalos Aquino, IV duque Ávalos (1865-1907)       | José de Ávalos Aquino, IV duque Ávalos (1865-1907)       | José de Ávalos Aquino, IV duque Ávalos (1865-1907)       | José de Ávalos Aquino, IV duque Ávalos (1865-1907)       | José de Ávalos Aquino, IV duque Ávalos (1865-1907)       |  |  |  |  |  |  |  |  |  |  |  |  |  |  |  |  |  |  |  |  |  |  |
|                                                                                                |                                                                                                |                                                                                                |                                                                                                |                                                                                                |                                                                                                |                                                     |                                                     | Fernando de Ávalos Aquino, XII marqués del Vasto, XVIII marqués de Pescara (1794-1841)  | Fernando de Ávalos Aquino, XII marqués del Vasto, XVIII marqués de Pescara (1794-1841)  | Fernando de Ávalos Aquino, XII marqués del Vasto, XVIII marqués de Pescara (1794-1841)  | Fernando de Ávalos Aquino, XII marqués del Vasto, XVIII marqués de Pescara (1794-1841)  | Fernando de Ávalos Aquino, XII marqués del Vasto, XVIII marqués de Pescara (1794-1841)  | Fernando de Ávalos Aquino, XII marqués del Vasto, XVIII marqués de Pescara (1794-1841)  |                                                                |                                                                | Alfonso de Ávalos Aquino, XIII marqués del Vasto, XIX marqués de Pescara (1796-1862) | Alfonso de Ávalos Aquino, XIII marqués del Vasto, XIX marqués de Pescara (1796-1862) | Alfonso de Ávalos Aquino, XIII marqués del Vasto, XIX marqués de Pescara (1796-1862) | Alfonso de Ávalos Aquino, XIII marqués del Vasto, XIX marqués de Pescara (1796-1862) | Alfonso de Ávalos Aquino, XIII marqués del Vasto, XIX marqués de Pescara (1796-1862) | Alfonso de Ávalos Aquino, XIII marqués del Vasto, XIX marqués de Pescara (1796-1862) |  |  | | | | | | |  |  |                                                        |                                                        |                                                        |                                                        |                                                        |                                                        |  |  | José de Ávalos Aquino, IV duque Ávalos (1865-1907)                                 | José de Ávalos Aquino, IV duque Ávalos (1865-1907)       | José de Ávalos Aquino, IV duque Ávalos (1865-1907)       | José de Ávalos Aquino, IV duque Ávalos (1865-1907)       | José de Ávalos Aquino, IV duque Ávalos (1865-1907)       | José de Ávalos Aquino, IV duque Ávalos (1865-1907)       |  |  |  |  |  |  |  |  |  |  |  |  |  |  |  |  |  |  |  |  |  |  |
|                                                                                                |                                                                                                |                                                                                                |                                                                                                |                                                                                                |                                                                                                |                                                     |                                                     |                                                                                         |                                                                                         |                                                                                         |                                                                                         |                                                                                         |                                                                                         |                                                                |                                                                |                                                                                      |                                                                                      |                                                                                      |                                                                                      |                                                                                      |                                                                                      |  |  | | | | | | |  |  |                                                        |                                                        |                                                        |                                                        |                                                        |                                                        |  |  |                                                                                    |                                                          |                                                          |                                                          |                                                          |                                                          |  |  |  |  |  |  |  |  |  |  |  |  |  |  |  |  |  |  |  |  |  |  |
|                                                                                                |                                                                                                |                                                                                                |                                                                                                |                                                                                                |                                                                                                |                                                     |                                                     |                                                                                         |                                                                                         |                                                                                         |                                                                                         |                                                                                         |                                                                                         |                                                                |                                                                |                                                                                      |                                                                                      |                                                                                      |                                                                                      |                                                                                      |                                                                                      |  |  | | | | | | |  |  | Francisco de Ávalos Aquino, V duque Ávalos (1889-1927) | Francisco de Ávalos Aquino, V duque Ávalos (1889-1927) | Francisco de Ávalos Aquino, V duque Ávalos (1889-1927) | Francisco de Ávalos Aquino, V duque Ávalos (1889-1927) | Francisco de Ávalos Aquino, V duque Ávalos (1889-1927) | Francisco de Ávalos Aquino, V duque Ávalos (1889-1927) |  |  | Carlos de Ávalos Aquino, VI duque Ávalos (1891-1970)                               | Carlos de Ávalos Aquino, VI duque Ávalos (1891-1970)     | Carlos de Ávalos Aquino, VI duque Ávalos (1891-1970)     | Carlos de Ávalos Aquino, VI duque Ávalos (1891-1970)     | Carlos de Ávalos Aquino, VI duque Ávalos (1891-1970)     | Carlos de Ávalos Aquino, VI duque Ávalos (1891-1970)     |  |  |  |  |  |  |  |  |  |  |  |  |  |  |  |  |  |  |  |  |  |  |
|                                                                                                |                                                                                                |                                                                                                |                                                                                                |                                                                                                |                                                                                                |                                                     |                                                     |                                                                                         |                                                                                         |                                                                                         |                                                                                         |                                                                                         |                                                                                         |                                                                |                                                                |                                                                                      |                                                                                      |                                                                                      |                                                                                      |                                                                                      |                                                                                      |  |  | | | | | | |  |  | Francisco de Ávalos Aquino, V duque Ávalos (1889-1927) | Francisco de Ávalos Aquino, V duque Ávalos (1889-1927) | Francisco de Ávalos Aquino, V duque Ávalos (1889-1927) | Francisco de Ávalos Aquino, V duque Ávalos (1889-1927) | Francisco de Ávalos Aquino, V duque Ávalos (1889-1927) | Francisco de Ávalos Aquino, V duque Ávalos (1889-1927) |  |  | Carlos de Ávalos Aquino, VI duque Ávalos (1891-1970)                               | Carlos de Ávalos Aquino, VI duque Ávalos (1891-1970)     | Carlos de Ávalos Aquino, VI duque Ávalos (1891-1970)     | Carlos de Ávalos Aquino, VI duque Ávalos (1891-1970)     | Carlos de Ávalos Aquino, VI duque Ávalos (1891-1970)     | Carlos de Ávalos Aquino, VI duque Ávalos (1891-1970)     |  |  |  |  |  |  |  |  |  |  |  |  |  |  |  |  |  |  |  |  |  |  |
|                                                                                                |                                                                                                |                                                                                                |                                                                                                |                                                                                                |                                                                                                |                                                     |                                                     |                                                                                         |                                                                                         |                                                                                         |                                                                                         |                                                                                         |                                                                                         |                                                                |                                                                |                                                                                      |                                                                                      |                                                                                      |                                                                                      |                                                                                      |                                                                                      |  |  | | | | | | |  |  |                                                        |                                                        |                                                        |                                                        |                                                        |                                                        |  |  | Francisco de Ávalos Aquino, XIV marqués del Vasto, XX marqués de Pescara (n. 1930) |                                                          |                                                          |                                                          |                                                          |                                                          |  |  |  |  |  |  |  |  |  |  |  |  |  |  |  |  |  |  |  |  |  |  |
|                                                                                                |                                                                                                |                                                                                                |                                                                                                |                                                                                                |                                                                                                |                                                     |                                                     |                                                                                         |                                                                                         |                                                                                         |                                                                                         |                                                                                         |                                                                                         |                                                                |                                                                |                                                                                      |                                                                                      |                                                                                      |                                                                                      |                                                                                      |                                                                                      |  |  | | | | | | |  |  |                                                        |                                                        |                                                        |                                                        |                                                        |                                                        |  |  |                                                                                    |                                                          |                                                          |                                                          |                                                          |                                                          |  |  |  |  |  |  |  |  |  |  |  |  |  |  |  |  |  |  |  |  |  |  |
|                                                                                                |                                                                                                |                                                                                                |                                                                                                |                                                                                                |                                                                                                |                                                     |                                                     |                                                                                         |                                                                                         |                                                                                         |                                                                                         |                                                                                         |                                                                                         |                                                                |                                                                |                                                                                      |                                                                                      |                                                                                      |                                                                                      |                                                                                      |                                                                                      |  |  | | | | | | |  |  |                                                        |                                                        |                                                        |                                                        |                                                        |                                                        |  |  | Príncipe Andrés de Ávalos Aquino (n. 1971)                                         |                                                          |                                                          |                                                          |                                                          |                                                          |  |  |  |  |  |  |  |  |  |  |  |  |  |  |  |  |  |  |  |  |  |  |

| José Sanchiz, marqués de Casa Saltillo (1829–1901)                              |                                                                                 |                                                                                 |                                                                                 |                                                                                 |                                                                                 |  |  |                                                                                                |                                                                                                |                                                                                                |                                                                                                |                                                                                                |                                                                                                |  |  |  |  |  |  |  |  |  |  |
|                                                                                 |                                                                                 |                                                                                 |                                                                                 |                                                                                 |                                                                                 |  |  |                                                                                                |                                                                                                |                                                                                                |                                                                                                |                                                                                                |                                                                                                |  |  |  |  |  |  |  |  |  |  |
|                                                                                 |                                                                                 |                                                                                 |                                                                                 |                                                                                 |                                                                                 |  |  |                                                                                                |                                                                                                |                                                                                                |                                                                                                |                                                                                                |                                                                                                |  |  |  |  |  |  |  |  |  |  |
| Joaquín Sanchiz, XX marqués de Pescara, VI marqués de Casa Saltillo (1868–1949) | Joaquín Sanchiz, XX marqués de Pescara, VI marqués de Casa Saltillo (1868–1949) | Joaquín Sanchiz, XX marqués de Pescara, VI marqués de Casa Saltillo (1868–1949) | Joaquín Sanchiz, XX marqués de Pescara, VI marqués de Casa Saltillo (1868–1949) | Joaquín Sanchiz, XX marqués de Pescara, VI marqués de Casa Saltillo (1868–1949) | Joaquín Sanchiz, XX marqués de Pescara, VI marqués de Casa Saltillo (1868–1949) |  |  | José María Sanchiz, XIV marqués del Vasto (1872–1952) Con sucesión en los marqueses del Vasto. | José María Sanchiz, XIV marqués del Vasto (1872–1952) Con sucesión en los marqueses del Vasto. | José María Sanchiz, XIV marqués del Vasto (1872–1952) Con sucesión en los marqueses del Vasto. | José María Sanchiz, XIV marqués del Vasto (1872–1952) Con sucesión en los marqueses del Vasto. | José María Sanchiz, XIV marqués del Vasto (1872–1952) Con sucesión en los marqueses del Vasto. | José María Sanchiz, XIV marqués del Vasto (1872–1952) Con sucesión en los marqueses del Vasto. |  |  |  |  |  |  |  |  |  |  |
| Joaquín Sanchiz, XX marqués de Pescara, VI marqués de Casa Saltillo (1868–1949) | Joaquín Sanchiz, XX marqués de Pescara, VI marqués de Casa Saltillo (1868–1949) | Joaquín Sanchiz, XX marqués de Pescara, VI marqués de Casa Saltillo (1868–1949) | Joaquín Sanchiz, XX marqués de Pescara, VI marqués de Casa Saltillo (1868–1949) | Joaquín Sanchiz, XX marqués de Pescara, VI marqués de Casa Saltillo (1868–1949) | Joaquín Sanchiz, XX marqués de Pescara, VI marqués de Casa Saltillo (1868–1949) |  |  | José María Sanchiz, XIV marqués del Vasto (1872–1952) Con sucesión en los marqueses del Vasto. | José María Sanchiz, XIV marqués del Vasto (1872–1952) Con sucesión en los marqueses del Vasto. | José María Sanchiz, XIV marqués del Vasto (1872–1952) Con sucesión en los marqueses del Vasto. | José María Sanchiz, XIV marqués del Vasto (1872–1952) Con sucesión en los marqueses del Vasto. | José María Sanchiz, XIV marqués del Vasto (1872–1952) Con sucesión en los marqueses del Vasto. | José María Sanchiz, XIV marqués del Vasto (1872–1952) Con sucesión en los marqueses del Vasto. |  |  |  |  |  |  |  |  |  |  |
| José Joaquín Sanchiz, XXI marqués de Pescara (1904–1978)                        |                                                                                 |                                                                                 |                                                                                 |                                                                                 |                                                                                 |  |  |                                                                                                |                                                                                                |                                                                                                |                                                                                                |                                                                                                |                                                                                                |  |  |  |  |  |  |  |  |  |  |
|                                                                                 |                                                                                 |                                                                                 |                                                                                 |                                                                                 |                                                                                 |  |  |                                                                                                |                                                                                                |                                                                                                |                                                                                                |                                                                                                |                                                                                                |  |  |  |  |  |  |  |  |  |  |
| José María Sanchiz, XXII marqués de Pescara                                     |                                                                                 |                                                                                 |                                                                                 |                                                                                 |                                                                                 |  |  |                                                                                                |                                                                                                |                                                                                                |                                                                                                |                                                                                                |                                                                                                |  |  |  |  |  |  |  |  |  |  |